# 施建华
施建华（1956年9月—），男，汉族，安徽寿县人，大学本科学历，中国科学技术大学研究生在读，中华人民共和国政治人物。

## 生平
1973年10月参加工作，1977年4月加入中国共产党。1973年10月至1978年9月为农村插队知青、代课教师、霍山水泥厂工人。1978年9月至1982年8月，在安徽师范大学历史专业学习。1982年8月至1983年11月，任六安一中教师。1983年11月至1989年5月，任安徽省纪委研究室工作人员、正科级检查员。1989年5月，任安徽省纪委研究室、办公室副处级检查员。1993年1月，任安徽省纪委正处级纪检监察员。1996年8月，任安徽省纪委《江淮风纪》杂志社总编、正处级纪检监察员。2002年1月，任安徽省纪委研究室（法规室）副主任（正处级）。
2003年6月，任安徽省纪委副厅级纪律检查员。2006年7月，任中共池州市委常委、市纪委书记。2015年1月，当选池州市人大常委会主任。